# Джордж Пикет
Джордж Едуард Пикет (на английски: George Edward Pickett, 16, 25 или 28 януари 1825 – 30 юли 1875) е офицер от кариерата в армията на САЩ.
Става генерал в армията на Конфедерацията по време на Американската гражданска война. Той е най-известен с участието си в напразната и кървава атака в битката при Гетисбърг, която носи неговото име – Щурм на Пикет. Участва също в битката при Фредериксбърг.